# Hikari (singolo)
Hikari (光? lett. "Luce")  è un singolo di Hikaru Utada, il terzo estratto dal suo album Deep River, pubblicato il 20 marzo 2002.
È il tema musicale dell'edizione giapponese dei videogiochi della Square (ora Square Enix) e Disney Interactive Kingdom Hearts, Kingdom Hearts: Chain of Memories, Kingdom Hearts Birth by Sleep e Kingdom Hearts Re:Coded. Per le edizioni occidentali dei giochi è stata invece utilizzata la versione in lingua inglese del brano, intitolata Simple and Clean. Benché i due brani condividano una melodia simile e lo stesso accompagnamento, il significato del testo cambia radicalmente nella versione in inglese. Utada ha dichiarato che non ha potuto dare lo stesso significato che voleva in Simple and Clean come aveva fatto in Hikari, quindi ha cambiato la melodia del ritornello in quello che aveva usato nel brano Uso Mitai na I Love You, presente nell'album Deep River. Utada è stata l'unica cantante che Tetsuya Nomura, regista di Kingdom Hearts, aveva in mente per il tema musicale di Kingdom Hearts. Sia Simple and Clean che il suo remix, Simple and Clean -PLANITb Remix-, sono stati in seguito pubblicati come lato B del singolo Colors.
Nel dicembre 2010 Utada ha interpretato Hikari in due date del tour Wild Life.
Il singolo è riuscito ad arrivare sino alla prima posizione della classifica Oricon dei singoli più venduti in Giappone. Sino ad agosto 2002 il singolo ha venduto 598 130 copie ed è rimasto in classifica per tredici settimane. Inoltre Hikari è la colonna sonora di un videogioco più venduta della storia in Giappone.

## Tracce
CD
1. Hikari (光) - 5:02
2. Hikari (PLANITb Remix) - 5:46
3. Hikari (Godson Mix) - 4:39
4. Hikari (Original Karaoke) - 5:01

Vinile
1. Hikari (PLANITb Remix) - 5:46
2. Hikari (Godson Mix) - 4:39

## Classifiche
| Classifica (2002) | Posizione massima |
| ----------------- | ----------------- |
| Giappone          | 1                 |